# واشینگتون لوئیس
واشینگتن لوئیس (پرتغالی: Washington Luís; ۲۶ اکتبر ۱۸۶۹ – ۴ اوت ۱۹۵۷) سیاستمدار اهل برزیل بود.
وی از سال ۱۹۲۶ تا ۱۹۳۰ سیزدهمین رئیس‌جمهور برزیل، از سال ۱۹۲۵ تا ۱۹۲۶ عضو مجلس سنا برزیل، از سال ۱۹۲۰ تا ۱۹۲۵ فرماندار سائو پائولو، از سال ۱۹۱۴ تا ۱۹۱۹ شهردار سائو پائولو بوده است.
در پی تحولات سیاسی در برزیل در سال ۱۹۳۰ میلادی و پس از ترور ژوآو پسوا کاوالسانتی ده آبوکرکی فرماندار پارائیبا و نامزد سمت معاون رئیس‌جمهور برزیل اعتراضاتی در کشور برزیل پدید آمد که باعث انقلاب برزیل ۱۹۳۰ شد، در روز ۲۵ اکتبر واشینگتون توسط سران نیروهای نظامی دستگیر و از ریاست جمهوری خلع شد و یک دولت موقت حکومت کشور را دست گرفت که شامل سه ژنرال نظامی بود.